# Johann Wilhelm Ritter
Johann Wilhelm Ritter (Samitz, 16 dicembre 1776 – Monaco di Baviera, 23 gennaio 1810) è stato un fisico e chimico tedesco che scoprì i raggi ultravioletti.

## Biografia
Ritter nacque il 16 dicembre 1776 a Samitz, villaggio vicino a Haynau nella Slesia (ora Chojnów, in Polonia), allora facente parte della Prussia.
Dopo aver lavorato per 5 anni come apprendista in una farmacia, nel 1795, all'età di 19 anni, ricevette una piccola eredità che gli permise di iscriversi all'università di Jena per studiare medicina. Qui, grazie ad Alexander von Humboldt, coltivò il suo interesse verso gli esperimenti elettrici.
Nel 1801 entrò a far parte della corte di Ernesto II di Sassonia-Gotha-Altenburg. Nel 1804 si trasferì a Monaco, all'Accademia delle Scienze bavarese, dove rimase fino alla morte, avvenuta il 23 gennaio 1810.

### Elettrochimica
L'interesse principale di Ritter fu nel campo dell'elettricità, in particolare elettrochimica ed elettrofisiologia. Nel 1798 fu il primo a stabilire una esplicita correlazione tra il galvanismo e la reattività chimica e pose le basi dell'elettrolisi.
Nel 1800, dopo solo pochi mesi da quando William Nicholson fu in grado di decomporre l'acqua in ossigeno e idrogeno usando il processo di elettrolisi, Ritter replicò l'esperimento, ma riuscì a raccogliere i due gas separatamente sistemando opportunamente gli elettrodi. Da lì a poco scoprì il processo di placcatura elettrolitica e capì che l'intensità degli effetti dipendeva dalla distanza degli elettrodi. Nel 1801 osservò la corrente termoelettrica e cominciò a sperimentare la sollecitazione muscolare tramite corrente elettrica.
Nel 1802, grazie ai suoi studi sulle celle elettrolitiche, costruì la prima batteria a secco e nel 1803 il primo accumulatore. Egli trovò che la sua batteria funzionava meglio della pila di Alessandro Volta nel caricare la bottiglia di Leida e che continuava a funzionare egualmente bene per sei giorni, mentre quella di Volta si esauriva dopo soli 20 minuti circa.

### Scoperta dei raggi ultravioletti
Nel 1801 Ritter scoprì i raggi ultravioletti. Questa divagazione nella spettroscopia fu motivata dalla scoperta di William Herschel dei raggi infrarossi avvenuta nel 1800. Ritter era convinto che la natura bipolare dell'elettricità pervadesse tutta la natura e che quindi una radiazione invisibile oltre la luce visibile rossa dovesse avere un equivalente dal lato opposto dello spettro visibile, cioè oltre la luce viola.
Fin dagli anni dell'università notò che il cloruro d'argento era fotosensibile, cioè diventava scuro in presenza di luce. Questa esperienza lo aiutò a verificare la sua teoria grazie ad un esperimento analogo a quello di Herschel. Usando un prisma di vetro, divise un raggio di luce solare nei diversi colori dello spettro sotto i quali pose del cloruro d'argento. Ritter notò che il rosso causava dei piccoli cambiamenti, mentre nella zona oltre il viola diventava scuro molto più velocemente. Questa fu la prova dell'esistenza di una radiazione invisibile che venne chiamata, appunto, ultravioletta.

### Ultimi anni
Ritter aveva la tendenza a rinviare la pubblicazione dei resoconti delle proprie ricerche e scoperte, sosteneva che il suo lavoro fosse talmente concentrato che per documentare quello di due mesi avrebbe impiegato due anni. Per questa ragione molte delle sue ricerche e scoperte passarono inosservate e solo successivamente furono riscoperte da altri scienziati.
Negli ultimi anni di vita, la sua credibilità scientifica fu danneggiata dal suo interessamento dei fenomeni occulti che gli causarono un isolamento dal mondo scientifico. Questi fatti gli procurarono serie difficoltà economiche.
Ritter morì nel 1810 a Monaco, all'età di soli 33 anni, dopo essersi gravemente ammalato, probabilmente a causa degli eccessivi esperimenti di eccitazione elettrica ad alto voltaggio che eseguiva sul proprio corpo.
Ci volle più di un secolo prima che al suo lavoro nel campo scientifico fosse riconosciuto il dovuto credito.